# Sawai Mansingh Stadium
Das Sawai Mansingh Stadium ist ein Cricket-Stadion in Jaipur, Indien.

## Kapazität & Infrastruktur
Das Stadion hat eine Kapazität von 30.000 Plätzen und ist mit einer Flutlichtanlage ausgestattet. Die beiden Wicketenden sind das Van Vihar Colony End und das Garh Ganesh Temple End.

## Internationales Cricket
Das erste One-Day International wurde in diesem Stadion im Oktober 1983 zwischen Indien und Pakistan ausgetragen und auch danach vornehmlich für ODIs genutzt. Der bisher einzige Test wurde ebenfalls zwischen den beiden Mannschaften auf der Tour 1986/87 ausgetragen. Beim Cricket World Cup 1987 und beim Cricket World Cup 1996 wurde hier jeweils ein Vorrundenspiel ausgetragen. Auch wurden hier sechs Vorrundenspiele und ein Halbfinale des ICC Champions Trophy 2006 ausgetragen.

## Nationales Cricket
Das Stadion ist die Heimstätte von Rajasthan im nationalen indischen Cricket. In der Indian Premier League dient es als Heimstätte der Rajasthan Royals. 2016 wurde auf Grund der Dürre in Maharashtra Spiele der Mumbai Indians nach Jaipur verlegt.